# Gmina Koigi
Gmina Koigi (est. Koigi vald) – nieistniejąca gmina wiejska w Estonii, w prowincji Järva. W 2017 roku została włączona do gminy Järva.
W skład gminy wchodziło:
- 15 wsi: Huuksi, Kahala, Keri, Koigi, Lähevere, Prandi, Päinurme, Pätsavere, Rutikvere, Silmsi, Sõrandu, Tamsi, Vaali, Väike-Kareda, Ülejõe.